# تسعة (فلم 2015)
تسعة هو فيلمٌ مصري ٌ بدأ عرضه في 8 أبريل 2015. وهو مأخوذ عن رواية "ثم لم يبق أحد" لأجاثا كريستي.

## قصة الفيلم
يتلقى سبعة أشخاص دعوة للعشاء من قبل شخص يُدعى كريم الأعصر، وهم لا يعرفون بعضهم البعض، بل إنهم لا يعرفون كريم الأعصر، باستثناء ندى الخليلي التي كانت زوجة له، ويشرف على إيصالهم إلى فيلا كريم الأعصر في الصحراء شخص يُدعى بُستم، ويقوم الخادم نبيل بإعداد طعام العشاء لهم، وأثناء تناولهم العشاء، يقوم الخادم نبيل بإسماعهم تسجيلاً صوتياً لكريم الأعصر، يتوعد الجميع (بما فيهم الخادم) بالقتل لارتكابهم جرائم سابقة، وهؤلاء الأشخاص هم:
1. المستشار صادق عبد العزيز (مجدي رشوان).
2. سيدة الأعمال ندى الخليلي (أميرة شرابي) زوجة كريم السابقة.
3. الصيدلي عباس سالم (إبراهيم السمان).
4. د. نور عبد العليم (حسن عيد).
5. الخادمة سومة (إيمان الشوكي).
6. المهندس شريف الهلالي (عابد عناني).
7. المحامية سلمى العربي (مها نصار).
8. بُستم عبد الرحيم (مصطفى منصور) الذي استقبل الضيوف.
9. الخادم نبيل عبد الغفار (شادي سرور).

يموت الصيدلي عباس سالم متسمماً، ويقرر الأشخاص ترك الفيلا، لكنهم لا يستطيعون الخروج من الصحراء أمامهم، فيعودون إليها، ثم يُقتلون، الواحد تلو الآخر، ويشك أفراد الفئة المتبقية في بعضهم البعض، فيندلع عراك مميت بينهم!

## إنتاج الفيلم
ألّف سيناريو الفيلم كلٌ من أحمد صبحي ومخرجه إيهاب راضي، الذي اعتمد على ممثلين شباب كأبطال للفيلم وهم حسن عيد، وأميرة شرابى، ومها نصار، وإيمان الشوكى، ومجدى رشوان، وشادى سرور، وعابد عنانى، ومصطفى منصور، وإبراهيم السمان. ورغم أن تكلفة الفيلم كانت تُعتبر صغيرة مقارنةً بأفلام تلك الفترة، حيث كلف أربعة ملايين من الجنيهات المصرية، لكنه لم يحقق من الإيرادات بعد حوالي ثلاثة أسابيع من العرض سوى 150 ألف جنيه فقط.